# Liste der Staatsoberhäupter 1983
Übersicht
◄◄ | ◄ | 1979 | 1980 | 1981 | 1982 | Liste der Staatsoberhäupter 1983 | 1984 | 1985 | 1986 | 1987 | ► | ►►

Weitere Ereignisse

## Afrika
- Ägypten
  - Staatsoberhaupt: Präsident Husni Mubarak (1981–2011) (1981–1982 Ministerpräsident)
  - Regierungschef: Ministerpräsident Fuad Mohieddin (1982–1984)
- Algerien
  - Staatsoberhaupt: Präsident Chadli Bendjedid (1979–1992)
  - Regierungschef: Ministerpräsident Mohamed Ben Ahmed Abdelghani (1979–1984)
- Angola
  - Staats- und Regierungschef: Präsident José Eduardo dos Santos (1979–2017)
- Äquatorialguinea
  - Staatsoberhaupt: Präsident Teodoro Obiang Nguema Mbasogo (seit 1979) (bis 1982 Vorsitzender des Obersten Militärrats)
  - Regierungschef: Ministerpräsident Cristino Seriche Malabo Bioko (1982–1992)
- Äthiopien
  - Staats- und Regierungschef: Vorsitzender des provisorischen militärischen Verwaltungsrats Mengistu Haile Mariam (1974, 1977–1991) (ab 1987 Präsident)
- Benin
  - Staats- und Regierungschef: Präsident Mathieu Kérékou (1972–1991, 1996–2006)
- Botswana
  - Staats- und Regierungschef: Präsident Quett Masire (1980–1998)
- Burundi
  - Staats- und Regierungschef: Präsident Jean-Baptiste Bagaza (1976–1987)
- Dschibuti
  - Staatsoberhaupt: Präsident Hassan Gouled Aptidon (1977–1999) (1977 Ministerpräsident)
  - Regierungschef: Ministerpräsident Barkat Gourad Hamadou (1978–2001)
- Elfenbeinküste
  - Staats- und Regierungschef: Präsident Félix Houphouët-Boigny (1960–1993)
- Gabun
  - Staatsoberhaupt: Präsident Omar Bongo (1967–2009)
  - Regierungschef: Ministerpräsident Léon Mébiame (1975–1990)
- Gambia
  - Staats- und Regierungschef: Präsident Dawda Jawara (1970–1994) (1965–1970 Ministerpräsident)
- Ghana
  - Staats- und Regierungschef: Vorsitzender des provisorischen Nationalen Verteidigungsrats Jerry Rawlings (1979, 1981–2001) (ab 1993 Präsident)
- Guinea
  - Staatsoberhaupt: Präsident Ahmed Sékou Touré (1958–1984)
  - Regierungschef: Ministerpräsident Louis Lansana Béavogui (1972–1984)
- Guinea-Bissau
  - Staatsoberhaupt: Präsident João Bernardo Vieira (1980–1984, 1984–1999, 2005–2009) (1978–1980 Ministerpräsident)
  - Regierungschef: Premierminister Victor Saúde Maria (1982–1984)
- Kamerun
  - Staatsoberhaupt: Präsident Paul Biya (seit 1982) (1975–1982 Ministerpräsident)
  - Regierungschef:
    - Ministerpräsident Bello Bouba Maigari (1982–22. August 1983)
    - Ministerpräsident Luc Ayang (22. August 1983–1984)
- Kap Verde
  - Staatsoberhaupt: Präsident Aristides Pereira (1975–1991)
  - Regierungschef: Premierminister Pedro Pires (1975–1991) (2001–2011 Präsident)
- Kenia
  - Staats- und Regierungschef: Präsident Daniel arap Moi (1978–2002)
- Komoren
  - Staatsoberhaupt: Vorsitzender des militärisch-politischen Direktorats Ahmed Abdallah (1975, 1978–1989)
  - Regierungschef: Ministerpräsident Ali Mroudjaé (1982–1984)
- Volksrepublik Kongo (1960–1970 Kongo-Brazzaville; ab 1992 Republik Kongo)
  - Staatsoberhaupt: Präsident Denis Sassou-Nguesso (1979–1992, seit 1997)
  - Regierungschef: Ministerpräsident Louis Sylvain Goma (1975–1984, 1991)
- Lesotho
  - Staatsoberhaupt: König Moshoeshoe II. (1966–1970, 1970–1990, 1995–1996)
  - Ministerpräsident Leabua Jonathan (1966–1986) (1970 Staatsoberhaupt)
- Liberia
  - Staats- und Regierungschef: Vorsitzender des Erlöungsrats des Volkes Samuel K. Doe (1980–1990) (ab 1984 Präsident)
- Libyen
  - Revolutionsführer: Muammar al-Gaddafi (1969–2011) (1969–1979 Generalsekretär des Allgemeinen Volkskongresses)
  - Staatsoberhaupt: Generalsekretär des Allgemeinen Volkskongresses Muhammad az-Zaruq Radschab (1981–1984) (1984–1986 Generalsekretär des Allgemeinen Volkskomitees)
  - Regierungschef: Generalsekretär des Allgemeinen Volkskomitees Dschadullah Azzuz at-Talhi (1979–1984, 1986–1987)
- Madagaskar
  - Staatsoberhaupt: Präsident Didier Ratsiraka (1975–1993, 1997–2002)
  - Regierungschef: Ministerpräsident Désiré Rakotoarijaona (1977–1988)
- Malawi
  - Staats- und Regierungschef: Präsident Hastings Kamuzu Banda (1966–1994) (1964–1966 Premierminister)
- Mali
  - Staats- und Regierungschef: Präsident Moussa Traoré (1968–1991)
- Marokko
  - Staatsoberhaupt: König Hassan II. (1961–1999)
  - Regierungschef:
    - Ministerpräsident Maati Bouabid (1979–30. November 1983)
    - Ministerpräsident Mohammed Karim Lamrani (1971–1972, 30. November 1983–1986, 1992–1994)
- Mauretanien
  - Staatsoberhaupt: Präsident Mohamed Khouna Ould Haidalla (1980–1984) (1979–1980, 1984 Ministerpräsident)
  - Regierungschef: Ministerpräsident Maaouya Ould Sid’Ahmed Taya (1981–1984, 1984–1992) (1984–2005 Präsident)
- Mauritius
  - Staatsoberhaupt: Königin Elisabeth II. (1968–1992)
    - Generalgouverneur:
      - Dayendranath Burrenchobay (1978–28. Dezember 1983)
      - Seewoosagur Ramgoolam (28. Dezember 1983–1985) (1968–1982 Ministerpräsident)

  - Regierungschef: Ministerpräsident Anerood Jugnauth (1982–1995, 2000–2003, 2014–2017) (2003–2012 Präsident)
- Mosambik
  - Staatsoberhaupt: Präsident Samora Machel (1975–1986)
  - Regierungschef: Ministerpräsident Mário Fernandes da Graça Machungo (1976–1994)
- Niger
  - Staatsoberhaupt: Präsident des Obersten Militärrats Seyni Kountché (1974–1987)
  - Regierungschef:
    - Premierminister Mamane Oumarou (24. Januar 1983–14. November 1983, 1988–1989) (Amt neu geschaffen)
    - Ministerpräsident Hamid Algabid (14. November 1983–1988)
- Nigeria
  - Staats- und Regierungschef:
    - Präsident Shehu Shagari (1979–31. Dezember 1983)
    - Vorsitzender des Obersten Militärrats Muhammadu Buhari (31. Dezember 1983–1985, 2015–2023 Präsident)
- Obervolta (ab 1984 Burkina Faso)
  - Staatsoberhaupt:
    - Präsident Jean-Baptiste Ouédraogo (1982–4. August 1983)
    - Vorsitzender des Nationalen Revolutionsrats Thomas Sankara (4. August 1983–1987)

  - Regierungschef: Ministerpräsident Thomas Sankara (10. Januar 1983–17. Mai 1983) (Amt abgeschafft)
- Ruanda
  - Staats- und Regierungschef: Präsident Juvénal Habyarimana (1973–1994)
- Sambia
  - Staatsoberhaupt: Präsident Kenneth Kaunda (1964–1991)
  - Regierungschef: Ministerpräsident Nalumino Mundia (1981–1985)
- São Tomé und Príncipe
  - Staats- und Regierungschef: Präsident Manuel Pinto da Costa (1975–1991, 2011–2016)
- Senegal
  - Staatsoberhaupt: Präsident Abdou Diouf (1981–2000) (1970–1980 Premierminister)
  - Regierungschef:
    - Premierminister Habib Thiam (1981–3. April 1983, 1991–1998)
    - Premierminister Moustapha Niasse (3. April 1983–29. April 1983, 2000–2001) (Amt abgeschafft)
- Seychellen
  - Staats- und Regierungschef: Präsident France-Albert René (1977–2004) (1976–1977 Ministerpräsident)
- Sierra Leone
  - Staats- und Regierungschef: Präsident Siaka Stevens (1971–1985) (1967, 1968–1971 Ministerpräsident)
- Simbabwe
  - Staatsoberhaupt: Präsident Canaan Banana (1980–1987)
  - Regierungschef: Premierminister Robert Mugabe (1980–1987) (1987–2017 Präsident)
- Somalia
  - Staats- und Regierungschef: Präsident Siad Barre (1969–1991)
- Südafrika
  - Staatsoberhaupt: Präsident Marais Viljoen (1978, 1979–1984)
  - Regierungschef: Ministerpräsident Pieter Willem Botha (1978–1984) (1984–1989 Präsident)
- Sudan
  - Staatsoberhaupt: Präsident Dschafar an-Numairi (1969–1971, 1971–1985) (1969–1976, 1977–1985 Ministerpräsident)
  - Regierungschef: Ministerpräsident Dschafar an-Numairi (1969–1976, 1977–1985) (1969–1971, 1971–1985 Präsident)
- Swasiland
  - Staatsoberhaupt:
    - Regentin Dzeliwe (1982–9. August 1983)
    - Regent Sozisa Dlamini (9. August 1983–18. August 1983)
    - Regentin Ntombi (18. August 1983–1986)

  - Regierungschef:
    - Premierminister Mabandla Dlamini (1979–25. März 1983)
    - Premierminister Bhekimpi Dlamini (25. März 1983–1986)
- Tansania
  - Staatsoberhaupt: Präsident Julius Nyerere (1962–1985) (1961–1962 Ministerpräsident)
  - Regierungschef:
    - Ministerpräsident Cleopa David Msuya (1980–24. Februar 1983, 1994–1995)
    - Ministerpräsident Edward Moringe Sokoine (1977–1980, 24. Februar 1983–1984)
- Togo
  - Staats- und Regierungschef: Präsident Gnassingbé Eyadéma (1967–2005)
- Tschad
  - Staats- und Regierungschef: Präsident Hissène Habré (1982–1990) (1978–1979 Premierminister)
- Tunesien
  - Staatsoberhaupt: Präsident Habib Bourguiba (1957–1987)
  - Regierungschef: Ministerpräsident Mohamed Mzali (1980–1986)
- Uganda
  - Staatsoberhaupt: Präsident Milton Obote (1966–1971, 1980–1985) (1962–1966 Premierminister)
  - Regierungschef: Ministerpräsident Otema Allimadi (1980–1985)
- Westsahara (umstritten)
  - Staatsoberhaupt: Präsident Mohamed Abdelaziz (1976–2016) (im Exil)
  - Regierungschef: Ministerpräsident Mahfoud Ali Beiba (1982–1985, 1988–1993, 1995–1999) (im Exil)
- Zaïre (bis 1964 Kongo-Léopoldville, 1964–1971, seit 1997 Demokratische Republik Kongo)
  - Staatsoberhaupt: Präsident Mobutu Sese Seko (1965–1997)
  - Regierungschef: Ministerpräsident Kengo Wa Dondo (1982–1986, 1988–1990, 1994–1997)
- Zentralafrikanische Republik
  - Staats- und Regierungschef: Vorsitzender des Militärkomitees des Nationalen Wiederaufbaus André Kolingba (1981–1993) (ab 1985 Präsident)

## Amerika

### Nordamerika
- Kanada
  - Staatsoberhaupt: Königin Elisabeth II. (1952–2022)
    - Generalgouverneur: Edward Schreyer (1979–1984)

  - Regierungschef: Premierminister Pierre Trudeau (1968–1979, 1980–1984)
- Mexiko
  - Staats- und Regierungschef: Präsident Miguel de la Madrid Hurtado (1982–1988)
- Vereinigte Staaten von Amerika
  - Staats- und Regierungschef: Präsident Ronald Reagan (1981–1989)

### Mittelamerika
- Antigua und Barbuda
  - Staatsoberhaupt: Königin Elisabeth II. (1981–2022)
    - Generalgouverneur: Wilfred E. Jacobs (1981–1993)

  - Regierungschef: Premierminister Vere Cornwall Bird (1981–1994)
- Bahamas
  - Staatsoberhaupt: Königin Elisabeth II. (1973–2022)
    - Generalgouverneur: Gerald Cash (1979–1988)

  - Regierungschef: Premierminister Lynden O. Pindling (1973–1992)
- Barbados
  - Staatsoberhaupt: Königin Elisabeth II. (1966–2021)
    - Generalgouverneur: Deighton Lisle Ward (1976–1984)

  - Regierungschef: Premierminister John Michael G. Adams (1976–1985)
- Belize
  - Staatsoberhaupt: Königin Elisabeth II. (1981–2022)
    - Generalgouverneurin: Minita Gordon (1981–1993)

  - Regierungschef: Premierminister George Cadle Price (1981–1984, 1989–1993)
- Costa Rica
  - Staats- und Regierungschef: Präsident Luis Alberto Monge Álvarez (1982–1986)
- Dominica
  - Staatsoberhaupt:
    - Präsident Aurelius Marie (1979–20. Dezember 1983)
    - Präsident Clarence A. Seignoret (23. Mai 1983–1993) (kommissarisch bis 20. Oktober 1983)

  - Regierungschef: Premierministerin Eugenia Charles (1980–1995)
- Dominikanische Republik
  - Staats- und Regierungschef: Präsident Salvador Jorge Blanco (1982–1986)
- El Salvador
  - Staats- und Regierungschef: Präsident Álvaro Alfredo Magaña Borja (1982–1984)
- Grenada
  - Staatsoberhaupt: Königin Elisabeth II. (1974–2022)
    - Generalgouverneur: Paul Scoon (1978–1992)

  - Regierungschef:
    - Premierminister Maurice Bishop (1979–14. Oktober 1983)
    - stellvertretender Premierminister Bernard Coard (14. Oktober 1983–19. Oktober 1983) (kommissarisch)
    - Chef des Revolutionären Militärrats Hudson Austin (19. Oktober 1983–25. Oktober 1983)
    - Premierminister Nicholas Brathwaite (15. November 1983–1984, 1990–1995)
- Guatemala
  - Staats- und Regierungschef:
    - Präsident Efraín Ríos Montt (1982–8. August 1983)
    - Präsident Óscar Humberto Mejía Víctores (8. August 1983–1986)
- Haiti
  - Staats- und Regierungschef: Präsident Jean-Claude Duvalier (1971–1986)
- Honduras
  - Staats- und Regierungschef: Präsident Roberto Suazo Córdova (1982–1986)
- Jamaika
  - Staatsoberhaupt: Königin Elisabeth II. (1962–2022)
    - Generalgouverneur: Florizel Glasspole (1973–1991)

  - Regierungschef: Premierminister Edward Seaga (1980–1989)
- Kuba
  - Staatsoberhaupt und Regierungschef: Präsident des Staatsrats und des Ministerrats Fidel Castro (1976–2008) (1959–1976 Premierminister)
- Nicaragua
  - Staats- und Regierungschef:
    - Regierungsjunta des nationalen Wiederaufbaus:
      - Daniel Ortega (1979–1985) (1985–1990, seit 2007 Präsident)
      - Sergio Ramírez (1979–1985)
      - Rafael Córdova Rivas (1980–1985)
- Panama
  - Staats- und Regierungschef: Präsident Ricardo de la Espriella Toral (1982–1984)
- St. Kitts und Nevis (1983 Unabhängigkeit)
  - Staatsoberhaupt: Königin Elisabeth II. (19. September 1983–2022)
    - Generalgouverneur: Clement Athelston Arrindell (19. September 1983–1995)

  - Regierungschef: Premierminister Kennedy Simmonds (19. September 1983–1995)
- St. Lucia
  - Staatsoberhaupt: Königin Elisabeth II. (1979–2022)
    - Generalgouverneur: Allen Montgomery Lewis (1982–1987)

  - Regierungschef: Premierminister John Compton (1982–1996, 2006–2007)
- St. Vincent und die Grenadinen
  - Staatsoberhaupt: Königin Elisabeth II. (1979–2022)
    - Generalgouverneur: Sydney Gun-Munro (1979–1985)

  - Regierungschef: Premierminister Milton Cato (1979–1984)
- Trinidad und Tobago
  - Staatsoberhaupt: Präsident Ellis Clarke (1976–1987) (1972–1976 Generalgouverneur)
  - Regierungschef: Premierminister George Chambers (1981–1986)

### Südamerika
- Argentinien
  - Staats- und Regierungschef:
    - Präsident Reynaldo Bignone (1982–10. Dezember 1983)
    - Präsident Raúl Alfonsín (10. Dezember 1983–1989)
- Bolivien
  - Staats- und Regierungschef: Präsident Hernán Siles Zuazo (1952, 1956–1960, 1982–1985)
- Brasilien
  - Staats- und Regierungschef:
    - Präsident João Baptista de Oliveira Figueiredo (1979–1985)
    - Präsident Aureliano Chaves (1981, 14. Juli 1983–26. August 1983) (kommissarisch)
- Chile
  - Staats- und Regierungschef: Präsident Augusto Pinochet (1974–1990)
- Ecuador
  - Staats- und Regierungschef: Präsident Osvaldo Hurtado (1981–1984)
- Guyana
  - Staatsoberhaupt: Präsident Forbes Burnham (1980–1985) (1966–1980 Premierminister)
  - Regierungschef: Premierminister Ptolemy Reid (1980–1984)
- Kolumbien
  - Staats- und Regierungschef: Präsident Belisario Betancur (1982–1986)
- Paraguay
  - Staats- und Regierungschef: Präsident Alfredo Stroessner (1954–1989)
- Peru
  - Staatsoberhaupt: Präsident Fernando Belaúnde Terry (1963–1968, 1980–1985)
  - Regierungschef:
    - Premierminister Manuel Ulloa Elías (1980–3. Januar 1983)
    - Premierminister Fernando Schwalb López Aldana (1963–1965, 3. Januar 1983–1984)
- Suriname
  - Staatschef: Präsident Ramdat Misier (1982–1988)
  - Regierungschef: Premierminister Liakat Ali Errol Alibux (22. Februar 1983–1984)
- Uruguay
  - Staats- und Regierungschef: Präsident Gregorio Álvarez (1981–1985)
- Venezuela
  - Staats- und Regierungschef: Präsident Luís Herrera Campíns (1979–1984)

## Asien

### Ost-, Süd- und Südostasien
- Bangladesch
  - Staats- und Regierungschef:
    - Präsident A. F. M. Ahsanuddin Chowdhury (1982–11. Dezember 1983)
    - Präsident Hossain Mohammad Ershad (1982, 11. Dezember 1983–1990)
- Bhutan
  - Staats- und Regierungschef: König Jigme Singye Wangchuck (1972–2006)
- Burma (heute Myanmar)
  - Staatsoberhaupt: Präsident San Yu (1981–1988)
  - Regierungschef: Ministerpräsident Maung Maung Kha (1977–1988)
- Republik China (Taiwan)
  - Staatsoberhaupt: Präsident Chiang Ching-kuo (1978–1988) (1972–1978 Ministerpräsident)
  - Regierungschef: Ministerpräsident Sun Yun-suan (1978–1984)
- China
  - Parteichef: Generalsekretär der Kommunistischen Partei Chinas Hu Yaobang (1980–1987) (1981–1982 Vorsitzender der KPCh)
  - Staatsoberhaupt:
    - Vorsitzende des Ständigen Komitees des Nationalen Volkskongresses Ye Jianying (1978–18. Juni 1983)
    - Präsident Li Xiannian (18. Juni 1983–1988)

  - Regierungschef: Ministerpräsident Zhao Ziyang (1980–1987) (1987–1989 Generalsekretär der KPCh)
- Indien
  - Staatsoberhaupt: Präsident Giani Zail Singh (1982–1987)
  - Regierungschef: Premierministerin Indira Gandhi (1966–1977, 1980–1984)
- Indonesien
  - Staats- und Regierungschef: Präsident Suharto (1967–1998)
- Japan
  - Staatsoberhaupt: Kaiser Hirohito (1926–1989)
  - Regierungschef: Premierminister Yasuhiro Nakasone (1982–1987)
- Kambodscha
  - Staatsoberhaupt: Vorsitzender des Staatsrats Heng Samrin (1979–1992) (bis 1981 Präsident des revolutionären Volksrats)
  - Regierungschef: Premierminister Chan Sy (1981–1984)
- Nordkorea
  - Vorsitzender der Nationalen Verteidigungskommission: Kim Il-sung (1948–1994)
  - Vorsitzender des Präsidiums der Obersten Volksversammlung: Kim Il-sung (1972–1994)
  - Regierungschef: Ministerpräsident Ri Jong-ok (1977–1984)
- Südkorea
  - Staatsoberhaupt: Präsident Chun Doo-hwan (1980–1988)
  - Regierungschef:
    - Ministerpräsident Kim Sang-hyeop (1982–14. Oktober 1983)
    - Ministerpräsident Jin Ui-jong (15. Oktober 1983–1985)
- Laos
  - Staatsoberhaupt: Präsident Souphanouvong (1975–1991)
  - Regierungschef: Ministerpräsident Kaysone Phomvihane (1975–1991) (1991–1992 Präsident)
- Malaysia
  - Staatsoberhaupt: Oberster Herrscher Ahmad Shah Al-Mustain Billah (1979–1984)
  - Regierungschef: Ministerpräsident Mahathir bin Mohamad (1981–2003, 2018–2020)
- Malediven
  - Staats- und Regierungschef: Präsident Maumoon Abdul Gayoom (1978–2008)
- Nepal
  - Staatsoberhaupt: König Birendra (1972–2001)
  - Regierungschef:
    - Ministerpräsident Surya Bahadur Thapa (1963–1964, 1965–1969, 1979–12. Juli 1983, 1997–1998, 2003–2004)
    - Ministerpräsident Lokendra Bahadur Chand (12. Juli 1983–1986, 1990–1997)
- Pakistan
  - Staats- und Regierungschef: Präsident Mohammed Zia-ul-Haq (1978–1988) (1988 Ministerpräsident)
- Philippinen
  - Staats- und Regierungschef: Präsident Ferdinand Marcos (1965–1986)
- Singapur
  - Staatsoberhaupt: Präsident Devan Nair (1981–1985)
  - Regierungschef: Premierminister Lee Kuan Yew (1959–1990)
- Sri Lanka
  - Staatsoberhaupt: Präsident Junius Richard Jayewardene (1978–1989) (1977–1978 Premierminister)
  - Regierungschef: Premierminister Ranasinghe Premadasa (1978–1989) (1989–1993 Präsident)
- Thailand
  - Staatsoberhaupt: König Rama IX. Bhumibol Adulyadej (1946–2016)
  - Regierungschef: Ministerpräsident Prem Tinsulanonda (1980–1988)
- Vietnam
  - Staatsoberhaupt: Vorsitzender des Staatsrats Trường Chinh (1981–1987)
  - Regierungschef: Vorsitzender des Ministerrats Phạm Văn Đồng (1976–1987) (1955–1976 Ministerpräsident von Nordvietnam)

### Vorderasien
- Bahrain
  - Staatsoberhaupt: Emir Isa II. (1971–1999)
  - Regierungschef: Ministerpräsident Chalifa ibn Salman Al Chalifa (1971–2020)
- Irak
  - Staats- und Regierungschef: Präsident Saddam Hussein (1979–2003)
- Iran
  - Religiöses Oberhaupt: Oberster Rechtsgelehrter Ruhollah Chomeini (1980–1989)
  - Staatsoberhaupt: Präsident Ali Chamene’i (1981–1989) (seit 1989 Oberster Rechtsgelehrter)
  - Regierungschef: Ministerpräsident Mir Hossein Mussawi (1981–1989)
- Israel
  - Staatsoberhaupt:
    - Präsident Jitzchak Nawon (1978–5. Mai 1983)
    - Präsident Chaim Herzog (5. Mai 1983–1993)

  - Regierungschef:
    - Ministerpräsident Menachem Begin (1977–10. Oktober 1983)
    - Ministerpräsident Jitzchak Schamir (10. Oktober 1983–1984, 1986–1992)
- Nordjemen
  - Staatsoberhaupt: Präsident Ali Abdullah Salih (1978–1990) (1990–2012 Präsident des Jemen)
  - Regierungschef:
    - Ministerpräsident Abd al-Karim al-Iryani (1980–13. November 1983) (1998–2001 Ministerpräsident des Jemen)
    - Ministerpräsident Abd al-Aziz Abd al-Ghani (1975–1980, 13. November 1983–1990) (1994–1997 Ministerpräsident des Jemen)
- Südjemen
  - Staatsoberhaupt: Vorsitzender des Präsidiums des obersten Volksrates Ali Nasir Muhammad (1978, 1980–1986) (1971–1985 Ministerpräsident)
  - Regierungschef: Ministerpräsident Ali Nasir Muhammad (1971–1985) (1978, 1980–1986 Präsident)
- Jordanien
  - Staatsoberhaupt: König Hussein (1952–1999)
  - Regierungschef: Ministerpräsident Mudar Badran (1976–1979, 1980–1984, 1990–1991)
- Katar
  - Staats- und Regierungschef: Emir Chalifa bin Hamad Al Thani (1972–1995)
- Kuwait
  - Staatsoberhaupt: Emir Dschabir III. (1977–2006) (1962–1963, 1965–1978 Ministerpräsident)
  - Regierungschef: Ministerpräsident Sa'ad al-Abdallah as-Salim as-Sabah (1978–2003) (2006 Emir)
- Libanon
  - Staatsoberhaupt: Präsident Amin Gemayel (1982–1988)
  - Regierungschef: Ministerpräsident Shafik Wazzan (1980–1984)
- Oman
  - Staats- und Regierungschef: Sultan Qabus ibn Said (1970–2020)
- Saudi-Arabien
  - Staats- und Regierungschef: König Fahd ibn Abd al-Aziz (1982–2005)
- Syrien
  - Staatsoberhaupt: Präsident Hafiz al-Assad (1971–2000) (1970–1971 Ministerpräsident)
  - Regierungschef: Ministerpräsident Abdul Rauf al-Kasm (1980–1987)
- Türkei
  - Staatsoberhaupt: Präsident Kenan Evren (1980–1989)
  - Regierungschef:
    - Ministerpräsident Bülent Ulusu (1980–13. Dezember 1983)
    - Ministerpräsident Turgut Özal (13. Dezember 1983–1989) (1989–1993 Präsident)
- Vereinigte Arabische Emirate
  - Staatsoberhaupt: Präsident Zayid bin Sultan Al Nahyan (1971–2004) (1966–2004 Emir von Abu Dhabi)
  - Regierungschef: Ministerpräsident Raschid bin Said Al Maktum (1979–1990) (1958–1990 Emir von Dubai)

### Zentralasien
- Afghanistan
  - Staatsoberhaupt: Präsident des Revolutionsrats Babrak Karmal (1979–1986)
  - Regierungschef: Ministerpräsident Sultan Ali Keschtmand (1981–1988, 1989–1990)
- Mongolei
  - Staatsoberhaupt: Vorsitzender des Großen Volks-Churals Jumdschaagiin Tsedenbal (1974–1984) (1952–1974 Vorsitzender des Ministerrats)
  - Regierungschef: Vorsitzender des Ministerrates Dschambyn Batmönch (1974–1984) (1984–1990 Vorsitzender des Großen Volks-Churals)

## Australien und Ozeanien
- Australien
  - Staatsoberhaupt: Königin Elisabeth II. (1952–2022)
    - Generalgouverneur: Ninian Stephen (1982–1989)

  - Regierungschef:
    - Premierminister Malcolm Fraser (1975–11. März 1983)
    - Premierminister Bob Hawke (11. März 1983–1991)
- Cookinseln (unabhängiger Staat in freier Assoziierung mit Neuseeland)
  - Staatsoberhaupt: Königin Elisabeth II. (1965–2022)
    - Queen’s Representative: Gaven Donne (1982–1984)

  - Regierungschef:
    - Premierminister Tom Davis (1978–13. April 1983, 1983–1987)
    - Premierminister Geoffrey Henry (13. April 1983–16. November 1983, 1989–1999)
    - Premierminister Tom Davis (1978–1983, 16. November 1983–1987)
- Fidschi
  - Staatsoberhaupt: Königin Elisabeth II. (1970–1987)
    - Generalgouverneur:
      - George Cakobau (1973–12. Februar 1983)
      - Penaia Ganilau (12. Februar 1983–1987) (1987–1993 Präsident)

  - Regierungschef: Premierminister Kamisese Mara (1970–1987, 1987–1992) (1993–2000 Präsident)
- Kiribati
  - Staats- und Regierungschef:
    - Vorsitzender des Staatsrats Rota Onorio (1982–18. Februar 1983)
    - Präsident Ieremia Tabai (1979–1982, 18. Februar 1983–1991)
- Nauru
  - Staats- und Regierungschef: Präsident Hammer DeRoburt (1968–1976, 1978–1986, 1986, 1986–1989)
- Neuseeland
  - Staatsoberhaupt: Königin Elisabeth II. (1952–2022)
    - Generalgouverneur: David Beattie (1980–1985)

  - Regierungschef: Premierminister Robert Muldoon (1975–1984)
- Niue (unabhängiger Staat in freier Assoziierung mit Neuseeland)
  - Staatsoberhaupt: Königin Elisabeth II. (1974–2022)
    - Queen’s Representative: Generalgouverneur von Neuseeland

  - Regierungschef: Premierminister Robert Rex (1974–1992)
- Papua-Neuguinea
  - Staatsoberhaupt: Königin Elisabeth II. (1975–2022)
    - Generalgouverneur:
      - Tore Lokoloko (1977–1. März 1983)
      - Kingsford Dibela (1. März 1983–1989)

  - Regierungschef: Premierminister Michael Somare (1975–1980, 1982–1985)
- Salomonen
  - Staatsoberhaupt: Königin Elisabeth II. (1978–2022)
    - Generalgouverneur: Baddeley Devesi (1978–1988)

  - Regierungschef: Premierminister Solomon Mamaloni (1981–1984, 1989–1993, 1994–1997)
- Tonga
  - Staatsoberhaupt: König Taufaʻahau Tupou IV. (1970–2006)
  - Regierungschef: Premierminister Fatafehi Tu'ipelehake (1970–1991)
- Tuvalu
  - Staatsoberhaupt: Königin Elisabeth II. (1978–2022)
    - Generalgouverneur: Fiatao Penitala Teo (1978–1986)

  - Regierungschef: Premierminister Tomasi Puapua (1981–1989)
- Vanuatu
  - Staatsoberhaupt: Präsident Ati George Sokomanu (1980–1984, 1984–1989)
  - Regierungschef: Premierminister Walter Hadye Lini (1980–1991)
- Westsamoa (heute Samoa)
  - Staatsoberhaupt: O le Ao o le Malo Tanumafili II. (1962–2007)
  - Regierungschef: Premierminister Tofilau Eti Alesana (1982–1985, 1988–1998)

## Europa
- Albanien
  - Parteichef: 1. Sekretär der albanischen Arbeiterpartei Enver Hoxha (1948–1985) (1946–1954 Ministerpräsident)
  - Staatsoberhaupt: Vorsitzender des Präsidiums der Volksversammlung Ramiz Alia (1982–1992) (1991–1992 Präsident) (1985–1991 Parteichef)
  - Regierungschef: Ministerpräsident Adil Çarçani (1981–1991)
- Andorra
  - Co-Fürsten:
    - Staatspräsident von Frankreich: François Mitterrand (1981–1995)
    - Bischof von Urgell: Joan Martí Alanís (1971–2003)

  - Regierungschef: Regierungspräsident Òscar Ribas Reig (1982–1984, 1990–1994) (Amt neu geschaffen)
- Belgien
  - Staatsoberhaupt: König Baudouin I. (1951–1993)
  - Regierungschef: Ministerpräsident Wilfried Martens (1979–1981, 1981–1992)
- Bulgarien
  - Parteichef: Generalsekretär der Bulgarischen Kommunistischen Partei Todor Schiwkow (1954–1989) (1971–1989 Staatsratsvorsitzender) (1962–1971 Vorsitzender des Ministerrats)
  - Staatsoberhaupt: Staatsratsvorsitzender Todor Schiwkow (1971–1989) (1954–1989 Parteichef) (1962–1971 Vorsitzender des Ministerrats)
  - Regierungschef: Vorsitzender des Ministerrats Grischa Filipow (1981–1986)
- Dänemark
  - Staatsoberhaupt: Königin Margrethe II. (1972–2024)
  - Regierungschef: Ministerpräsident Poul Schlüter (1982–1993)
  - Färöer (politisch selbstverwalteter und autonomer Bestandteil des Königreichs Dänemark)
    - Vertreter der dänischen Regierung: Reichsombudsmann Niels Bentsen (1981–1988)
    - Regierungschef: Ministerpräsident Pauli Ellefsen (1981–1985)

  - Grönland (politisch selbstverwalteter und autonomer Bestandteil des Königreichs Dänemark)
    - Vertreter der dänischen Regierung: Reichsombudsmann Torben Hede Pedersen (1979–1992)
    - Regierungschef: Ministerpräsident Jonathan Motzfeldt (1979–1991, 1997–2002)
- Bundesrepublik Deutschland
  - Staatsoberhaupt: Bundespräsident Karl Carstens (1979–1984)
  - Regierungschef: Bundeskanzler Helmut Kohl (1982–1998)
- Deutsche Demokratische Republik
  - Parteichef: Generalsekretär des ZK der SED Erich Honecker (1971–1989) (1976–1989 Staatsratsvorsitzender)
  - Staatsoberhaupt: Vorsitzender des Staatsrats Erich Honecker (1976–1989) (1971–1989 Parteichef)
  - Regierungschef: Vorsitzender des Ministerrates Willi Stoph (1964–1973, 1976–1989) (1973–1976 Vorsitzender des Staatsrats)
- Finnland
  - Staatsoberhaupt: Präsident Mauno Koivisto (1982–1994) (1968–1970, 1979–1982 Ministerpräsident)
  - Regierungschef: Ministerpräsident Kalevi Sorsa (1972–1975, 1977–1979, 1982–1987)
- Frankreich
  - Staatsoberhaupt: Präsident François Mitterrand (1981–1995)
  - Regierungschef: Premierminister Pierre Mauroy (1981–1984)
- Griechenland
  - Staatsoberhaupt: Präsident Konstantinos Karamanlis (1980–1985, 1990–1995) (1955–1958, 1958–1961, 1961–1963, 1974–1980 Ministerpräsident)
  - Regierungschef: Ministerpräsident Andreas Papandreou (1981–1989, 1993–1996)
- Irland
  - Staatsoberhaupt: Präsident Patrick Hillery (1976–1990)
  - Regierungschef: Taoiseach Garret FitzGerald (1981–1982, 1982–1987)
- Island
  - Staatsoberhaupt: Präsidentin Vigdís Finnbogadóttir (1980–1996)
  - Regierungschef:
    - Ministerpräsident Gunnar Thoroddsen (1980–26. Mai 1983)
    - Ministerpräsident Steingrímur Hermannsson (26. Mai 1983–1987, 1988–1991)
- Italien
  - Staatsoberhaupt: Präsident Sandro Pertini (1978–1985)
  - Regierungschef:
    - Ministerpräsident Amintore Fanfani (1954, 1958–1959, 1960–1963, 1982–4. August 1983, 1987)
    - Ministerpräsident Bettino Craxi (4. August 1983–1987)
- Jugoslawien
  - Staatsoberhaupt:
    - Vorsitzender des Präsidiums Petar Stambolić (1982–13. Mai 1983) (1963–1967 Ministerpräsident)
    - Vorsitzender des Präsidiums Mika Špiljak (13. Mai 1983–1984) (1967–1969 Regierungschef)

  - Regierungschef: Präsidentin des ausführenden Bundesrates Milka Planinc (1982–1986)
- Kanalinseln[1]
  - Guernsey
    - Staats- und Regierungschef: Herzogin Elisabeth II. (1952–2022)
      - Vizegouverneur: Peter de Lacey Le Cheminant (1980–1985)

  - Jersey
    - Staats- und Regierungschef: Herzogin Elisabeth II. (1952–2022)
      - Vizegouverneur: Peter Whiteley (1979–1984)
- Liechtenstein
  - Staatsoberhaupt: Fürst Franz Josef II. (1938–1989)
  - Regierungschef: Hans Brunhart (1978–1993)
- Luxemburg
  - Staatsoberhaupt: Großherzog Jean (1964–2000)
  - Regierungschef: Ministerpräsident Pierre Werner (1959–1974, 1979–1984)
- Malta
  - Staatsoberhaupt: Präsidentin Agatha Barbara (1982–1987)
  - Regierungschef: Premierminister Dom Mintoff (1971–1984)
- Isle of Man[1]
  - Staatsoberhaupt: Lord of Man Elisabeth II. (1952–2022)
    - Vizegouverneur: Oswald Nigel Cecil (1980–1985)

  - Regierungschef: Vorsitzender des Exekutivrats Percy Radcliffe (1971–1977, 1981–1985)
- Monaco
  - Staatsoberhaupt: Fürst: Rainier III. (1949–2005)
  - Regierungschef: Staatsminister Jean Herly (1981–1985)
- Niederlande
  - Staatsoberhaupt: Königin Beatrix (1980–2013)
  - Regierungschef: Ministerpräsident Ruud Lubbers (1982–1994)
  - Niederländische Antillen (Land des Königreichs der Niederlande)
    - Vertreter der niederländischen Regierung:
      - Gouverneur Ben Leito (1970–15. Oktober 1983)
      - Gouverneur René Römer (15. Oktober 1983–1990)

    - Regierungschef: Ministerpräsident Don Martina (1979–1984, 1986–1988)
- Norwegen
  - Staatsoberhaupt: König Olav V. (1957–1991)
  - Regierungschef: Ministerpräsident Kåre Willoch (1981–1986)
- Österreich
  - Staatsoberhaupt: Bundespräsident Rudolf Kirchschläger (1974–1986)
  - Regierungschef:
    - Bundeskanzler Bruno Kreisky (1970–24. Mai 1983)
    - Bundeskanzler Fred Sinowatz (24. Mai 1983–1986)
- Polen
  - Parteichef: 1. Sekretär Wojciech Jaruzelski (1981–1989) (1985–1990 Staatsoberhaupt) (1981–1986 Ministerpräsident)
  - Staatsoberhaupt: Staatsratsvorsitzender Henryk Jabłoński (1972–1985)
  - Regierungschef: Ministerpräsident Wojciech Jaruzelski (1981–1985) (1981–1989 Parteichef) (1985–1990 Staatsoberhaupt)
- Portugal
  - Staatsoberhaupt: Präsident Ramalho Eanes (1976–1986)
  - Regierungschef:
    - Ministerpräsident Francisco Pinto Balsemão (1981–9. Juni 1983)
    - Ministerpräsident Mário Soares (1976–1978, 9. Juni 1983–1985) (1986–1996 Präsident)
- Rumänien
  - Parteichef: Generalsekretär Nicolae Ceaușescu (1965–1989) (1967–1989 Staatsoberhaupt)
  - Staatsoberhaupt: Vorsitzender des Staatsrats Nicolae Ceaușescu (1967–1989) (1965–1989 Parteichef)
  - Regierungschef: Ministerpräsident Constantin Dăscălescu (1982–1989)
- San Marino
  - Staatsoberhaupt: Capitani Reggenti
    - Libero Barulli (1. Oktober 1982–1. April 1983) und Maurizio Gobbi (1. Oktober 1982–1. April 1983)
    - Adriano Reffi (1978–1979, 1. April 1983–1. Oktober 1983) und Massimo Roberto Rossini (1. April 1983–1. Oktober 1983)
    - Renzo Renzi (1. Oktober 1983–1. April 1984, 1987) und Germano De Biagi (1979–1980, 1. Oktober 1983–1. April 1984, 1992)

  - Regierungschef: Außenminister Giordano Bruno Reffi (1978–1986) (1974, 1977–1978 Capitano Reggente)
- Schweden
  - Staatsoberhaupt: König Carl XVI. Gustaf (seit 1973)
  - Regierungschef: Ministerpräsident Olof Palme (1969–1976, 1982–1986)
- Schweiz[2]
  - Bundespräsident Pierre Aubert (1. Januar 1983–31. Dezember 1983, 1987)
  - Bundesrat:
    - Kurt Furgler (1972–1986)
    - Georges-André Chevallaz (1974–31. Dezember 1983)
    - Willi Ritschard (1974–16. Oktober 1983)
    - Pierre Aubert (1978–1987)
    - Leon Schlumpf (1980–1987)
    - Rudolf Friedrich (1. Januar 1983–1984)
    - Alphons Egli (1. Januar 1983–1986)
- Sowjetunion
  - Parteichef: Generalsekretär der KPdSU Juri Andropow (1982–1984) (1983–1984 Staatsoberhaupt)
  - Staatsoberhaupt:
    - stellvertretender Vorsitzender des Präsidiums des obersten Sowjets Kusnezow (1982–16. Juni 1983) (kommissarisch)
    - Vorsitzender des Präsidiums des obersten Sowjets Juri Andropow (16. Juni 1983–1984) (1982–1984 Parteichef)

  - Regierungschef: Vorsitzender des Ministerrats Nikolai Tichonow (1980–1985)
- Spanien
  - Staatsoberhaupt: König Juan Carlos I. (1975–2014)
  - Regierungschef: Ministerpräsident Felipe González (1982–1996)
- Tschechoslowakei
  - Parteichef: Vorsitzender Gustáv Husák (1969–1987) (1975–1989 Präsident)
  - Staatsoberhaupt: Präsident Gustáv Husák (1975–1989) (1669–1987 Parteichef)
  - Regierungschef: Ministerpräsident Lubomír Štrougal (1970–1988)
- Ungarn
  - Parteichef: Generalsekretär der Partei der Ungarischen Werktätigen János Kádár (1956–1988) (1956–1958, 1961–1965 Ministerpräsident)
  - Staatsoberhaupt: Vorsitzender des Präsidentschaftsrats Pál Losonczi (1967–1987)
  - Regierungschef: Ministerpräsident György Lázár (1975–1987)
- Vatikanstadt
  - Staatsoberhaupt: Papst Johannes Paul II. (1978–2005)
  - Regierungschef: Kardinalstaatssekretär Agostino Casaroli (1979–1990)
- Vereinigtes Königreich
  - Staatsoberhaupt: Königin Elisabeth II. (1952–2022) (gekrönt 1953)
  - Regierungschef: Premierministerin Margaret Thatcher (1979–1990)
- Republik Zypern
  - Staats- und Regierungschef: Präsident Spyros Kyprianou (1977–1988)
  - Nordzypern (15. November 1983 Proklamation der Unabhängigkeit) (international nicht anerkannt)
    - Staatsoberhaupt: Präsident Rauf Denktaş (15. November 1983–2005)
    - Regierungschef: Ministerpräsident Mustafa Çağatay (15. November 1983–1985)